# Nasale velare
La nasale velare è una consonante, rappresentata con il simbolo [ŋ] nell'alfabeto fonetico internazionale (IPA). È chiamata engma.

## Caratteristiche
La consonante nasale velare sonora presenta le seguenti caratteristiche:
- il suo modo di articolazione è nasale, perché questo fono è dovuto all'occlusione del canale orale (la bocca) e al conseguente deflusso dell'aria dal naso;
- il suo luogo di articolazione è velare, perché nel pronunciare tale suono il dorso della lingua si porta a contatto con il velo del palato;
- è una consonante sonora, in quanto questo suono è prodotto con la vibrazione delle corde vocali.

## Occorrenze

### Cinese cantonese
In cantonese:
- 呉 "soprannome" /ŋ̍/

### Cinese mandarino
In mandarino:
- 北京 "Pechino" /pə̀ɪt͡ɕíŋ/

### Coreano
In coreano:
- 방 (traslitterato bang) "stanza" /paŋ/

### Finlandese
In finlandese tale fono è reso con la grafia ⟨ng⟩:
- langan /ˈlɑŋːɑn/

### Galiziano
In galiziano tale fono è reso con la grafia ⟨nh⟩ o ⟨n⟩ finale, altrimenti valgono le stesse regole dell'italiano:
- unha "una" /ˈuŋa/
- un "uno" /uŋ/
- cinco "cinque" /ˈθiŋko/
- domingo "domenica" /doˈmiŋɡo/

### Giapponese
In giapponese:
- 南極 (traslitterato nankyoku) "Polo Sud" /naŋkʲokɯ/

In alcuni dialetti orientali del Giappone si trova anche:
- 鍵 (traslitterato kagi) "chiave" /kaŋi/

### Greco
In greco moderno e antico tale fono è reso ⟨γ⟩ nell'alfabeto greco, se raddoppiato o seguito da ⟨κ⟩ o ⟨χ⟩
- άτεγκτος (traslitterato átenktos) "inesorabile, inflessibile" /ˈɐteŋktos/
- εγχάρακτος (traslitterato encháraktos) "inciso" /eŋˈxɐrɐktos/
- σφουγγάτο (traslitterato sfoungáto) "frittata di verdure" /sfuŋˈɡɐto/

### Inglese
In inglese tale fono è reso con la grafia ⟨n⟩; in posizione finale di parola assume valore di fonema, in quanto si oppone a /n/ con valore distintivo, come nella coppia minima sun "sole" ~ sung "cantato":
- song "canzone" /sɒŋ/
- singer "cantante" /ˈsɪŋə(ɹ)/

### Italiano
In italiano la nasale velare è un allofono del fonema /n/, e ricorre davanti a un'altra consonante velare, cioè i foni [k] e [ɡ]. Nell'Italia settentrionale (Liguria, Piemonte, Veneto) la lettera n può essere pronunciata in questo modo anche alla fine della parola oppure seguita da qualsiasi consonante (tanto /ˈtaŋto/). Se una parola terminante in n è seguita da una in [k] e [ɡ], la n finale sfuma in /ŋ/.
Esempi:
- anche /ˈaŋke/
- inganno /iŋˈɡanːo/
- non chiedere /noŋ ˈkjɛːdere/

### Lao
In lao è rappresentata dalla grafia ⟨⟩
- L'alfabeto laotiano presenta molte analogie con quello thai, e anch'esso associa la consonante nasale velare al serpente: ⟨⟩, pronunciato allo stesso modo dell'analoga parola thai.

### Norvegese
In norvegese tale fono è reso con la grafia ⟨ng⟩:
- mange "molto/i" (numerabile) /ˈmaŋe/

### Piemontese
In piemontese tale fono è reso con la grafia ⟨n⟩ in finale di parola o prima di una consonante, oppure con ⟨n-⟩ prima di una vocale:
- bin "bene" /biːŋ/
- anté "dove" /aŋˈte/
- sin-a "cena" /ˈsiːŋa/

### Polacco
In polacco tale fono è reso con la grafia ⟨n⟩ seguita da una velare: 
- bank "banca" /baŋk/

### Seri
In seri tale fono è reso con la grafia ⟨m⟩ :
- comcaac "popolo seri" /koŋˈkaak/

### Siciliano
Nella siciliano il gruppo ng assume tale pronuncia velare. Esempi:
- sangu "sangue" /ˈsaŋŋʊ/
- fangu "fango" /ˈfaŋŋʊ/

### Spagnolo
In spagnolo tale fono è reso con la grafia ⟨n⟩; valgono le stesse regole che per l'italiano:
- cinco "cinque" /ˈθiŋko/
- domingo "domenica" /doˈmiŋɡo/

### Tailandese
In tailandese è rappresentata dalla grafia ⟨⟩
- L'alfabeto thailandese associa le consonanti con delle parole; la ⟨⟩ viene associata con la parola serpente: ⟨⟩, traslitterazione IPA: /ŋuː/
- In rari casi viene raddoppiata, come nel caso della città di Phang Nga, scritta in thai พังงา.

### Tedesco
In tedesco tale fono è reso con la grafia ⟨ng⟩:
- Gesang "canto" /ɡəˈzaŋ/
- Sänger "cantante" /ˈzɛŋɐ/

### Veneto
In veneto tale fono è reso con la grafia ⟨n⟩ in finale di parola o prima di una consonante. In Veneto e in Ligure tale fono è presente non solo prima delle occlusive velari (C e G) ma seguito anche da qualsiasi altra consonante o alla fine della parola, anche prima delle occlusive bilabiali (P e B), dove le altre lingue impiegano la nasale bilabiale (M). In veneto il suono /ɱ/ non esiste ma è sostituito da /ŋ/. Esempi:
- stanga "stanga" /ˈstaŋɡa/
- càncaro "cancro" /ˈkaŋkaro/
- canpo "campo" /ˈkaŋpo/
- canbiare "cambiare" /kaŋˈbjare/
- tenpo "tempo" /ˈteŋpo/
- tanburo "tamburo" /taŋˈburo/